# 北庫洛波科 (夏威夷州)
北庫拉波科（英語：North Koolaupoko）是位於美國夏威夷州檀香山縣的一個非建制地區。該地的平均海拔高度為14米（即46英尺）。